# Cantó de Mantes-la-Ville
El cantó de Mantes-la-Ville és un antic cantó francès del departament d'Yvelines, que estava situat al districte de Mantes-la-Jolie. Comptava amb 4 municipis i el cap era Mantes-la-Ville.
Al 2015 va desaparèixer i el seu territori va passar a formar part del cantó de Mantes-la-Jolie.

## Municipis
- Buchelay
- Magnanville
- Mantes-la-Ville
- Rosny-sur-Seine

## Història
| Data d'elecció                           | Identitat       | Partit          | Qualitat |
| ---------------------------------------- | --------------- | --------------- | -------- |
| 1976-1982                                | René Martin     | PCF             |          |
| 1982-2001                                | Jacques Boyer   | PS              |          |
| 2001-                                    | André Sylvestre | PS, després MDC |          |
| les dades anteriors no són pas conegudes |                 |                 |          |
|                                          |                 |                 |          |

## Demografia
| A partir de 1990: Població sense dobles comptes |